# Calodia inclinans
Calodia inclinans är en insektsart som beskrevs av Walker 1857. Calodia inclinans ingår i släktet Calodia och familjen dvärgstritar. Inga underarter finns listade i Catalogue of Life.